# Kimulodes angulicornis
Kimulodes angulicornis är en insektsart som beskrevs av Bo Tjeder och Christer Hansson 1992. Kimulodes angulicornis ingår i släktet Kimulodes och familjen fjärilsländor. Inga underarter finns listade i Catalogue of Life.